# Station Luciążanka
Station Luciążanka is een spoorwegstation in de Poolse plaats Stara Wieś.